# Championnat de Formule BMW Europe 2010
Le Championnat de Formule BMW Europe 2010 est la troisième édition du championnat de  Formule BMW Europe. Il a débuté le 8 mai 2010 et s'est terminé le 12 septembre 2010.

## Pilotes et écuries
- Toutes les voitures sont conçues par BMW sur un châssis FB02 fabriqué par Mygale Concept. Les pilotes invités sont en italique.

| Ecurie                | No | Pilote                | Classe | Courses |
| --------------------- | -- | --------------------- | ------ | ------- |
| Josef Kaufmann Racing | 4  | Robin Frijns          |        | 1-6     |
| Josef Kaufmann Racing | 5  | Hannes van Asseldonk  | R      | 1-6     |
| Josef Kaufmann Racing | 6  | Petri Suvanto         | R      | 1-6     |
| Mücke Motorsport      | 7  | Maciej Bernacik       | R      | 1-6     |
| Mücke Motorsport      | 8  | Timmy Hansen          |        | 1-6     |
| EuroInternational     | 11 | Daniil Kvyat          | R      | 1-6     |
| EuroInternational     | 12 | Carlos Sainz Jr.      | R      | 1-6     |
| EuroInternational     | 14 | Michael Lewis         |        | 1-6     |
| DAMS                  | 15 | Javier Tarancón       |        | 1-6     |
| DAMS                  | 16 | Dustin Sofyan         |        | 5       |
| DAMS                  | 16 | Luciano Bacheta       |        | 7-8     |
| DAMS                  | 17 | Fahmi Ilyas           |        | 1-6     |
| DAMS                  | 17 | Dustin Sofyan         |        | 8       |
| Eifelland Racing      | 18 | Facundo Regalia       |        | 1-6     |
| Eifelland Racing      | 19 | Côme Ledogar          |        | 1-6     |
| Eifelland Racing      | 20 | Marc Coleselli        | R      | 1-6     |
| Fortec Motorsport     | 24 | Jack Harvey           |        | 1-6     |
| Fortec Motorsport     | 25 | George Katsinis       |        | 1-6     |
| Fortec Motorsport     | 26 | Christof von Grünigen |        | 1-6     |

| Icône | Classe     |
| ----- | ---------- |
| R     | Rookie Cup |

## Calendrier
- Le calendrier a été annoncé le 17 décembre 2009[10].

| Course | Course | Circuit                      | Date         | Pole Position    | Meilleur tour        | Pilote vainqueur | Ecurie                |
| ------ | ------ | ---------------------------- | ------------ | ---------------- | -------------------- | ---------------- | --------------------- |
| 1      | R1     | Circuit de Catalunya         | 8 mai        | Jack Harvey      | Jack Harvey          | Jack Harvey      | Fortec Motorsport     |
| 1      | R2     | Circuit de Catalunya         | 9 mai        | Jack Harvey      | Jack Harvey          | Robin Frijns     | Josef Kaufmann Racing |
| 2      | R1     | Circuit Park Zandvoort       | 5 juin       | Timmy Hansen     | Jack Harvey          | Jack Harvey      | Fortec Motorsport     |
| 2      | R2     | Circuit Park Zandvoort       | 6 juin       | Jack Harvey      | Carlos Sainz Jr.     | Robin Frijns     | Josef Kaufmann Racing |
| 3      | R1     | Valencia Street Circuit      | 26 juin      | Jack Harvey      | Robin Frijns         | Jack Harvey      | Fortec Motorsport     |
| 3      | R2     | Valencia Street Circuit      | 27 juin      | Jack Harvey      | Javier Tarancón      | Jack Harvey      | Fortec Motorsport     |
| 4      | R1     | Silverstone Circuit          | 10 juillet   | Carlos Sainz Jr. | Jack Harvey          | Jack Harvey      | Fortec Motorsport     |
| 4      | R2     | Silverstone Circuit          | 11 juillet   | Carlos Sainz Jr. | Carlos Sainz Jr.     | Carlos Sainz Jr. | EuroInternational     |
| 5      | R1     | Hockenheimring               | 24 juillet   | Robin Frijns     | Jack Harvey          | Timmy Hansen     | Mücke Motorsport      |
| 5      | R2     | Hockenheimring               | 25 juillet   | Robin Frijns     | Jack Harvey          | Robin Frijns     | Josef Kaufmann Racing |
| 6      | R1     | Hungaroring                  | 31 juillet   | Robin Frijns     | Robin Frijns         | Robin Frijns     | Josef Kaufmann Racing |
| 6      | R2     | Hungaroring                  | 1er août     | Jack Harvey      | Jack Harvey          | Jack Harvey      | Fortec Motorsport     |
| 7      | R1     | Circuit de Spa-Francorchamps | 28 août      | Côme Ledogar     | Javier Tarancón      | Javier Tarancón  | DAMS                  |
| 7      | R2     | Circuit de Spa-Francorchamps | 29 août      | Côme Ledogar     | Robin Frijns         | Robin Frijns     | Josef Kaufmann Racing |
| 8      | R1     | Autodromo Nazionale Monza    | 11 septembre | Jack Harvey      | Timmy Hansen         | Robin Frijns     | Josef Kaufmann Racing |
| 8      | R2     | Autodromo Nazionale Monza    | 12 septembre | Jack Harvey      | Hannes van Asseldonk | Jack Harvey      | Fortec Motorsport     |

## Classements

### Pilotes
- Barème:

| 1  | 2  | 3  | 4  | 5  | 6  | 7  | 8  | 9 | 10 | 11 | 12 | 13 | 14 | 15 | PP |
| -- | -- | -- | -- | -- | -- | -- | -- | - | -- | -- | -- | -- | -- | -- | -- |
| 30 | 24 | 20 | 18 | 16 | 14 | 12 | 10 | 8 | 6  | 5  | 4  | 3  | 2  | 1  | 1  |

- Gras – Pole
Italique – Meilleur tour

| Pos                              | Pilote                | BAR 1 | BAR 2 | ZAN 1 | ZAN 2 | VAL 1 | VAL 2 | SIL 1 | SIL 2 | HOC 1 | HOC 2 | HUN 1 | HUN 2 | SPA 1 | SPA 2 | MOZ 1 | MOZ 2 | Pts |
| -------------------------------- | --------------------- | ----- | ----- | ----- | ----- | ----- | ----- | ----- | ----- | ----- | ----- | ----- | ----- | ----- | ----- | ----- | ----- | --- |
| 1                                | Robin Frijns          | Abd.  | 1     | 4     | 1     | 4     | 2     | 2     | 2     | 2     | 1     | 1     | 2     | 2     | 1     | 1     | 3     | 383 |
| 2                                | Jack Harvey           | 1     | 3     | 1     | 9     | 1     | 1     | 1     | 3     | 3     | 2     | 2     | 1     | 3     | 4     | Abd.  | 1     | 372 |
| 3                                | Timmy Hansen          | 2     | 2     | 3     | 4     | Abd.  | 6     | 4     | 15    | 1     | 7     | Abd.  | 4     | 5     | 6     | 4     | 8     | 240 |
| 4                                | Carlos Sainz Jr.      | 3     | 6     | 5     | 2     | 7     | 10    | 3     | 1     | 11    | 6     | 4     | 3     | Abd.  | Abd.  | 8     | 6     | 227 |
| 5                                | Javier Tarancón       | 4     | 5     | 7     | 12    | 3     | 4     | 15    | 7     | 8     | 8     | 8     | Abd.  | 1     | 2     | Abd.  | 10    | 193 |
| 6                                | Côme Ledogar          | 13    | 9     | 6     | 3     | 8     | Abd.  | 12    | 14    | 4     | 5     | 5     | 6     | 7     | 3     | 2     | 12    | 188 |
| 7                                | Hannes van Asseldonk  | 10    | 11    | Abd.  | 5     | 10    | 11    | 9     | 10    | 6     | 3     | 10    | 5     | 4     | 7     | 3     | 5     | 176 |
| 8                                | Facundo Regalia       | 7     | 4     | 2     | 7     | 6     | 5     | 5     | 4     | Abd.  | 9     | 9     | 9     | Abd.  | 12    | Abd.  | 7     | 172 |
| 9                                | George Katsinis       | 5     | 7     | 13    | Abd.  | 5     | 7     | 11    | 5     | 7     | 10    | 3     | 10    | 9     | 8     | Abd.  | Abd.  | 139 |
| 10                               | Daniil Kvyat          | 9     | 10    | 11    | Abd.  | Abd.  | 8     | 14    | 11    | 5     | 4     | 6     | Abd.  | 6     | 5     | Abd.  | 2     | 138 |
| 11                               | Petri Suvanto         | 11    | 12    | 12    | 6     | Abd.  | 13    | 8     | 6     | Abd.  | 16    | 14    | 7     | 10    | 9     | 9     | 9     | 100 |
| 12                               | Maciej Bernacik       | 12    | 13    | 8     | 11    | 11    | 9     | 13    | 12    | 9     | 12    | 11    | 8     | 13    | 10    | 6     | 11    | 99  |
| 13                               | Fahmi Ilyas           | Abd.  | Abd.  | Abd.  | Abd.  | 2     | 3     | 6     | 8     | 10    | 14    | 7     | Abd.  |       |       |       |       | 88  |
| 14                               | Michael Lewis         | 14    | 8     | 9     | 10    | 9     | 15    | 10    | 9     | 14    | 11    | 15    | 11    | Abd.  | 11    | 5     | Abd.  | 83  |
| 15                               | Christof von Grünigen | 6     | 14    | 10    | 8     | 12    | 14    | 16    | 13    | 13    | 13    | 12    | 12    | 12    | Abd.  | 10    | Abd.  | 66  |
| 16                               | Marc Coleselli        | 8     | Abd.  | Abd.  | NP    | Abd.  | 12    | 7     | 16    | 12    | 15    | 13    | DSQ   | 8     | 13    | 7     | Abd.  | 34  |
| Pilotes invités donc non classés |                       |       |       |       |       |       |       |       |       |       |       |       |       |       |       |       |       |     |
|                                  | Luciano Bacheta       |       |       |       |       |       |       |       |       |       |       |       |       | 11    | Abd.  | Abd.  | 4     | 0   |
|                                  | Dustin Sofyan         |       |       |       |       |       |       |       |       | 15    | Ret   |       |       |       |       | Abd.  | NP    | 0   |
| Pos                              | Driver                | BAR 1 | BAR 2 | ZAN 1 | ZAN 2 | VAL 1 | VAL 2 | SIL 1 | SIL 2 | HOC 1 | HOC 2 | HUN 1 | HUN 2 | SPA 1 | SPA 2 | MOZ 1 | MOZ 2 | Pts |

Légende : NP : Non-partant